# Йоханан I (католикос Албании)
Йоханан (агв. 𐔺𐕒𐕆𐔰𐕎𐔰𐕎 (yohanan)) или  Ованес (грабар Յովհաննէս (Yovhannēs))— епископ Церкви Кавказской Албании. 
Иованнес, согласно средневековому армянскому историку Мхитару Гошу, являлся одним из четырёх патриархов церкви Албании, наряду с Захарием, Давидом и Иеремией, чей престол располагался в Дербенте. 
Именовался также «епископом гуннов».